# Xeinostoma inopinatum
Xeinostoma inopinatum is een krabbensoort uit de familie van de Cyclodorippidae. De wetenschappelijke naam van de soort is voor het eerst geldig gepubliceerd in 1994 door Tavares.